# Православные храмы Екатеринбурга
Ниже представлен список православных храмов и монастырей города Екатеринбурга.

## Монастыри
| Изображение | Название                                                           | Год открытия | Улица                                 | Район                           |
| ----------- | ------------------------------------------------------------------ | ------------ | ------------------------------------- | ------------------------------- |
|             | Монастырь в честь Святых Царственных Страстотерпцев на Ганиной яме | 2000         | Ганина Яма 1                          | Ганина Яма 3 км от пос. Шувакиш |
|             | Ново-Тихвинский монастырь, Александро-Невский собор                | 1809         | Бисертская 12а                        | Елизавет                        |
|             | Крестовоздвиженский мужской монастырь                              | 1995         | Карла Маркса 31/ Ул. Луначарского 192 | Центр                           |

## Храмы
| Изображение | Название                                                                   | Год открытия                     | Улица                          | Район                              |
| ----------- | -------------------------------------------------------------------------- | -------------------------------- | ------------------------------ | ---------------------------------- |
|             | Свято-Троицкий кафедральный собор (Рязановская церковь)                    | 1839                             | Розы Люксембург 57             | Центр                              |
|             | Иоанно-Предтеченский кафедральный собор                                    | 1860                             | Репина 6Б                      | Верх-Исетский                      |
|             | Храм-Памятник на Крови во имя Всех Святых в Земле Российской просиявших    | 2003                             | Царская 10                     | Центр                              |
|             | Храм во имя святителя Николая Чудотворца                                   | 2010                             | Царская 8 Святой квартал 1а    | Центр                              |
|             | Храм Вознесения Господня                                                   | 1818                             | Клары Цеткин 11                | Центр                              |
|             | Храм во имя Всех Святых на Михайловском кладбище                           | 1890                             | Блюхера 6                      | Кировский                          |
|             | Преображенская церковь                                                     | 1809                             | Походная 2                     | Уктус                              |
|             | Храм во имя святого целителя Пантелеимона                                  | 2002                             | Лучевая 35                     | Лечебный                           |
|             | Храм в честь Святой Живоначальной Троицы                                   | 1892                             | Проезжая 112                   | Шарташ                             |
|             | Храм Серафима Саровского                                                   | 2004                             | Ясная 3                        | Юго-Западный                       |
|             | Храм в честь Рождества Христова                                            | 1999                             | Машиностроителей 4а            | Уралмаш                            |
|             | Храм в честь Успения Пресвятой Богородицы                                  | 1994                             | Бабушкина 2                    | Эльмаш                             |
|             | Большой Златоуст (Максимилиановская церковь)                               | 1876                             | 8 Марта 17а                    | Центр                              |
|             | Храм во имя святителя Иннокентия, митрополита Московского                  | 2001                             | Ленина проспект 11а            | Центр                              |
|             | Храм во имя Святого Великомученика Георгия Победоносца                     | 2011                             | Билимбаевская 4Б               | Железнодорожный (Сортировка)       |
|             | Храм в честь Владимирской иконы Пресвятой Богородицы на Семи ключах        | 2008                             | Шувакишская 3                  | Железнодорожный                    |
|             | Храм в честь Всемилостивого Спаса                                          | 1876                             | Бисертская 12а                 | Елизавет                           |
|             | Храм во имя Святой Блаженной Ксении Петербургской                          | 2006                             | Шефская 2Б/4                   | Эльмаш                             |
|             | Храм в честь иконы Божией Матери «Нечаянная радость»                       | 2006                             | Репина 4в                      | Юго-Западный                       |
|             | Храм в честь иконы Божией Матери «Державная»                               | 2011                             | Ганина Яма 10                  | Ганина Яма 3 км от пос. Шувакиш    |
|             | Храм во имя Казанской иконы Божией Матери                                  | 2001                             | Центральный рынок переулок 6Б  | Центр                              |
|             | Храм во имя Святого равноапостольного князя Владимира                      | 2011                             | Чкалова 244                    | Академический                      |
|             | Храм Святых Божьих строителей                                              | 2015                             | Вильгельма де Геннина 61       | Академический                      |
|             | Храм во имя иконы Божией Матери Всецарица                                  | 2003                             | Соболева 29а                   | Широкая Речка                      |
|             | Храм во имя Святого Преподобного Марка Печерского                          | 2004                             | Московский тракт 7 км 2а       | Верх-Исетский                      |
|             | Собор в честь Успения Пресвятой Богородицы                                 | 1838 (идет реконструкция) (2013) | Кирова 65/2                    | Верх-Исетский                      |
|             | Старообрядческий Храм во имя Рождества Христова                            | 1838                             | Школьников 1                   | Верх-Исетский                      |
|             | Храм святителя Николая Чудотворца                                          | 2011                             | Халтурина 44                   | Верх-Исетский                      |
|             | Храм Николая Чудотворца при Горной академии                                | 1867                             | Куйбышева 39                   | Центр                              |
|             | Храм святых целителей Космы и Дамиана                                      | 1999                             | Волгоградская 187              | Юго-Западный                       |
|             | Градо-Екатеринбургская Симеоновская церковь-школа                          | 1905                             | Тверитина 20                   | Парковый                           |
|             | Храм в честь иконы Божией Матери Порт-Артурская                            | 2015                             | Восточная 30а                  | Центр                              |
|             | Храм святых первоверховных апостолов Петра и Павла                         | 1905                             | Реактивная 60а                 | Октябрьский Кольцово               |
|             | Храм в честь Касперовской иконы Пресвятой Богородицы                       | 2001                             | Вечерний переулок 1б           | Октябрьский Кольцово               |
|             | Архиерейское подворье во имя священномученика Петра Митрополита Крутицкого | 1999                             | Стрельбище Динамо 1            | Верх-Исетский                      |
|             | Храм во имя Державной иконы Божией Матери                                  | 2012                             | Невьянский переулок 1а         | Вокзальный                         |
|             | Храм во имя иконы Божьей Матери Казанская                                  | 2011                             | Димитрова 1а                   | Чкаловский                         |
|             | Храм Святителя Николая                                                     | н/д                              | Софьи Перовской 114            | Железнодорожный (Новая Сортировка) |
|             | Церковь Покрова Пресвятой Богородицы                                       | 1837                             | пос. Горный Щит, ул. Ленина 12 | Чкаловский Горный Щит              |
|             | Храм во имя Всех святых на Северном кладбище                               | 1994                             | Народного фронта, 91Б          | Орджоникидзевский район. Уралмаш   |

## Храмы-часовни
| Изображение | Название                                  | Год открытия | Улица           | Район |
| ----------- | ----------------------------------------- | ------------ | --------------- | ----- |
|             | Часовня Александра Невского в дендропарке | 1890         | 8 Марта 39      | Центр |
|             | Часовня Святой Екатерины на Площади Труда | 1998         | Площадь труда 1 | Центр |